# Lutz Michael Fröhlich
Lutz Michael Fröhlich (* 2. Oktober 1957 in Berlin) ist ein ehemaliger deutscher Fußballschiedsrichter.

## Werdegang
Er begann seine Karriere als DFB-Schiedsrichter 1985, gab 1988 sein Debüt in der 2. Bundesliga und leitete seit 1991 Spiele in der Bundesliga. Als Mitglied im Fußballverein SV Norden-Nordwest Berlin pfiff er für den Berliner Fußball-Verband. Von 1994 bis 2002 war er zudem FIFA-Schiedsrichter. Ein Höhepunkt seiner Karriere war die Leitung des DFB-Pokalfinals 2003.
Neben zehn A-Länderspielen und 14 Europapokalspielen leitete Fröhlich 1994 auch 16 Spiele in der japanischen J. League und von 2002 bis 2005 auch 10 Spiele in der südkoreanischen K-League und leistete damit Pionierarbeit im Schiedsrichterbereich im Rahmen einer Kooperation des DFB mit den beiden asiatischen Verbänden.
Seine aktive Laufbahn als Schiedsrichter beendete er nach genau 200 Erstligaspielen im Jahr 2005 im Alter von 47 Jahren. Von 2005 bis 2008 arbeitete er ehrenamtlich im Bereich der Schiedsrichterausbildung und -entwicklung. Von 2008 bis 2016 war er als hauptamtlicher Leiter der Abteilung Schiedsrichter beim DFB in Frankfurt am Main beschäftigt. Von 2010 bis 2024 war er Mitglied in der sportlichen Leitung der DFB-Elite-Schiedsrichter. Von 2016 bis 2024 war er als Vorsitzender der Schiedsrichterkommission Elite auch Sportlicher Leiter der Elite-Schiedsrichter. In diesem Amt folgte ihm Knut Kircher nach.
2005 erhielt er den Fairplay-Preis des Verbandes Deutscher Sportjournalisten. Der Verband honorierte das Verhalten Fröhlichs im Spiel FC Bayern München gegen Hannover 96 am 6. November 2004. Dem bereits verwarnten Michael Ballack hatte er nach einem vermeintlichen Foul die Gelb-Rote Karte gezeigt. Nach Protesten der Bayern und Intervention seines Schiedsrichterassistenten nahm er diese mit einer öffentlichen Entschuldigungsgeste per Handschlag wieder zurück.
Durch seine Aussagen trug er wesentlich zur Aufklärung im Fußball-Wettskandal 2005 bei.
Er ist gelernter Bankkaufmann und hat anschließend ein Studium zum Diplom-Kommunikationswirt abgeschlossen. Er ist verheiratet und Vater von zwei erwachsenen Kindern.